# Reino de Elleore

Bandera del Reino de Elleore

El Reino de Elleore es una micronación localizada en la isla de Elleore en el Fiordo de Roskilde, al norte de la ciudad de Roskilde en la isla de Selandia, Dinamarca.
La isla estuvo adquirida por un grupo de maestros escolares de Copenhague en 1944 para uso como campamento de verano.
Con anterioridad a 1944, se conoció la isla debido a que allí se filmó el polémico cortometraje Løvejagten en el año 1907.
Numerosas tradiciones propias del reino han evolucionado a lo largo de las décadas posteriores, incluida la prohibición de la novela Robinson Crusoe , y el uso de una hora estándar de la micronación, que es 12 minutos retrasado del huso horario danés. Muchos de los nombres de lugares de la isla, los títulos adquiridos por su «nobleza» son parodias de la gobernación de Dinamarca.

## Geografía y demografía
La isla tiene aproximadamente 15,000 metros cuadrados (3.7 acres) en medida. El reinado está desocupado, salvo por una reunión anual, de una semana de duración, a la que asistieron decenas de sus «ciudadanos». La asunción de cargo del monarca se lleva a cabo en esta reunión.

## Reyes y reinas de Elleore
Elleore ha tenido seis monarcas desde su creación.
- Erik I (1945-1949)
- Leo I den Lille (1949-1960)
- Erik II den Storartede (1961-1972)
- Leo II den Folkekære (1972-1983)
- Leodora den Dydige (1983-2003)
- Leo III (2003-actualidad)[2]